# Cedarville (Nova Jérsei)
Cedarville é uma Região censo-designada localizada no estado americano de Nova Jérsei, no Condado de Cumberland.

## Demografia
Segundo o censo americano de 2000, a sua população era de 793 habitantes.

## Geografia
De acordo com o United States Census Bureau tem uma área de
6,0 km², dos quais 5,9 km² cobertos por terra e 0,1 km² cobertos por água. Cedarville localiza-se a aproximadamente 3 m acima do nível do mar.

## Localidades na vizinhança
O diagrama seguinte representa as localidades num raio de 16 km ao redor de Cedarville.